# Le Joueur de cornemuse (Berchem)
Le Joueur de cornemuse dit Le Diamant est une eau-forte créée vers 1646-1648 par l'artiste néerlandais Nicolaes Berchem, célèbre pour ses paysages idylliques et ses scènes pastorales. Le musée Condé de Chantilly et le musée des Beaux-Arts de la ville de Paris, entre autres, en possèdent un exemplaire.

## Histoire
Présentant une scène pastorale, cette gravure a longtemps été considérée comme le pendant de L'Homme monté sur un âne, ce qui lui a valu son surnom de Diamant. Son style d'exécution est plus comparable au Berger joueur de flûte, d'où sa datation entre 1646 et 1648.

## Analyse
La végétation est esquissée par des réseaux de hachures et des traits brisés tirés du maître présumé de l'artiste, Claes Cornelisz. Moeyaert. La composition est centrée sur l'interaction entre le joueur de cornemuse et un berger sur son mulet. Le berger porte des habits popularisé par Pieter van Laer, caractéristiques des bergers de la campagne romaine : un gilet en peau de mouton, un chapeau à bord large et une besace.
Berchem a consacré plusieurs études au personnage du berger, qui se distingue par sa posture et son geste du bras empreints d'une élégance nonchalante qui caractérisent les figures de l'artiste à partir des années 1650. Ce mouvement, stratégie visuelle récurrente dans son œuvre, vise à créer une illusion d'instantanéité.
Le musicien est l'un des éléments types du genre pastoral véhiculé par la poésie de Virgile et d'Horace, dont les textes, traduits en néerlandais, sont largement diffusé aux Pays-Bas au XVIIe siècle. La vie des champs y est associée à une oisiveté bienheureuse dans laquelle la musique occupe une place centrale.
Le musicien tient ici une cornemuse à deux bourdons, un instrument du folklore vernaculaire. Le bétail à l'arrière plan évoque la ruralité locale. 
Ce mélange de motifs italianisants et nordiques présente une image idéalisée de la vie à la campagne appréciée par les collectionneurs de l'époque.